# 乌苏市
乌苏市（羅馬化：Şıhw qalasy，維吾爾語：شىخۇ شەھىرى‎，拉丁维文：Shiku shehiri），是中华人民共和国新疆维吾尔自治区塔城地区下辖的县级市，位于新疆西北部，乌鲁木齐和奎屯以西，克拉玛依以南。改市总面积20700平方千米，跨准噶尔盆地和北天山山地两大地貌单元。市政府驻乌鲁木齐北路。

## 歷史
烏蘇市轄境歷史上長期為塞外遊牧民族的牧場。漢代為烏孫屬地、车师之西境。唐代於烏蘇置黑水守捉，显庆二年（657年）后隶属昆陵都护府。九世纪之後，先後属葛邏祿、喀喇汗國、西辽。蒙古帝國時期属别失八里行尚书省。元明时代，归入瓦剌，四衛拉特分部游牧。
十六世紀初為準噶爾牧地，後準噶爾汗國被清朝征服。1757年（乾隆二十二年），併入大清國版圖，稱庫爾喀喇烏蘇。置庫爾喀喇烏蘇領隊大臣統轄。1761年设库尔喀喇乌苏办事大臣。1772年修筑庆绥城，仍名库尔喀喇乌苏，设领队大臣，并设县丞。1784年筑新城于东北，而城仍旧称。1886年（光緒十二年）置庫爾喀喇烏蘇直隸廳，隸屬於鎮迪道。
1913年（民国二年）改為烏蘇縣，属镇迪道。1917年（民国六年）3月，划属塔城道。
1958年7月，奎屯从乌苏县析出，划归克拉玛依市管辖。1968年，劃属塔城地区。1996年7月10日，撤銷烏蘇縣，設立烏蘇市。

## 人口
2020年末，根据第七次人口普查数据显示：全市常住人口为262906人。

## 地理
乌苏地处准噶尔盆地西南部，跨准噶尔盆地和北天山山地两大地貌单元，由北而南随海拔程度的升高，气候地貌的地带性差异很大，垂直分带明显，地貌类型多样。北部的准噶尔盆地主要由冲积平坦平原构成，其中相当部分为半沙漠；中部为盆地到山地的过渡带，由冲积洪积倾斜平原和干燥剥蚀低山构成；南部为北天山山地，由干燥剥蚀中山、侵蚀剥蚀中山和冰缘、冰川作用高山构成。境内天山山地为北天山中段北坡的一部分,包括依连哈比尔尕山西段北坡和婆罗科努山东段北坡。来自大西洋和北冰洋的湿润气流通过阿拉山口和额敏河谷进入新疆往南运动时，受到天山的阻挡，在高山低温的作用下转化为大气降水。依连哈比尔尕山和婆罗科努山在乌苏境内的北坡冰川有1016.45平方公里，其中299.7平方公里融水补给安集海河流出，奎屯河、四棵树河、古尔图河3条大河为12.472亿立方米。
乌苏地处北温带干旱地区，属典型大陆性气候。其特征为：冬夏长，春秋短，四季分明，年内温差变幅大，光照充足；降雨稀少，蒸发强烈，相对湿度小。夏季有干热风，冬季常有寒流入侵。由于南北地形高差超过4000米，因而境内气候又形成明显垂直分布的不同小气候区。气候从南到北大致分为山地气候、山麓气候、平原气候和荒漠气候4个气候区。全年可能日照时数4444小时，实际日照时数2600～2800小时。极端最低气温为-37.5℃，极端最高气温为42.2℃，气温年较差为42.8℃。降水主要受大西洋和北冰洋冷湿气流的控制。当冷湿气流从西部或西北部翻越准噶尔西部界山以后，在精河一带和克拉玛依一线形成荒漠性较强的少雨区，平原地区春、夏多风，夏季高温干旱，裸地平均年蒸发量超过2000毫米。

## 行政区划
乌苏市下辖5个街道办事处、10个镇、5个乡、2个民族乡：
南苑街道、虹桥街道、新市区街道、西城街道、奎河街道、白杨沟镇、哈图布呼镇、皇宫镇、车排子镇、甘河子镇、百泉镇、四棵树镇、古尔图镇、西湖镇、西大沟镇、八十四户乡、夹河子乡、九间楼乡、石桥乡、头台乡、吉尔格勒特郭愣蒙古族乡、塔布勒合特蒙古族乡、甘家湖牧场、巴音沟牧场、赛力克提牧场和乌苏监狱。

## 交通
- 连霍高速、 312国道过境。
- 北疆铁路过境。